# Henschel Hs 126
Хеншель Hs-126 (нем. Henschel Hs 126) — немецкий ближний разведчик и корректировщик, одномоторный цельнометаллический моноплан-парасоль с неубирающимся шасси. Неформальное название «костыль». Разработан на фирме «Хеншель» под руководством Фридриха Николауса. Являлся развитием Henschel Hs 122, 4-й опытный самолёт которого, получив двигатель жидкостного охлаждения Jumo-210С и стал прототипом Hs 126. Самолёт был готов и облётан осенью 1936 года. Серийный выпуск начался в январе 1938 года и продолжался до января 1941 года. Henschel Hs 126 состоял на вооружении люфтваффе с весны 1938 года, ВВС Греции и Эстонии с 1939 года, причём эстонские машины после вхождения Эстонии в состав СССР были включены в состав ВВС РККА.

## Боевое применение
Первое боевое применение самолёта осуществилось осенью 1938 года в Испании, а к началу Второй мировой войны Hs-126 был основным ближним разведчиком люфтваффе. Самолёт также участвовал во всех основных кампаниях вермахта до ноября 1941 года, после чего начинает переориентироваться на роль ночного разведчика. В этой роли использовался до конца войны. С середины 1942 года также использовался как ночной лёгкий бомбардировщик и в тыловых частях. Официально с вооружения люфтваффе не снимался.
Броневая защита, маневренность и защитное вооружение затрудняли борьбу с разведчиком:

Самолёт-корректировщик «Хеншель-126», который пехотинцы прозвали «костылем», обладал хорошей маневренностью, имел броневую защиту, на нём было установлено оборонительное вооружение. При появлении истребителей он быстро уходил под защиту зенитных средств. Кроме того, действия корректировщика нередко прикрывали «мессершмитты». Сбить этот самолёт было непросто.
— С. Н. Иконников «Война глазами авиаинженера»
Евгений Мариинский:
"... У фашистов на этом участке не было достаточного количества наземных войск. Наличные силы не могли ликвидировать плацдарм и сбросить советских солдат в Днестр. А плацдарм – это путь к государственной границе, к Румынии. Его нужно ликвидировать во что бы то ни стало. Ждать подхода подкреплений? Слишком долго. Плацдарм укрепится, расширится. Нужно действовать немедленно. И немецкое командование основную задачу по ликвидации плацдарма возложило на авиацию. По нескольку раз в день над небольшим участком на правом берегу Днестра напротив Ямполя и над переправой появлялись большие группы фашистских самолетов. ...
– Архипенко! С юга подходят двенадцать «костылей». – «Костылями» летчики прозвали легкий немецкий пикирующий бомбардировщик «ХШ-126» – биплан с очень высоким килем.
... Тихоходных «костылей» истребители встретили на подходе к плацдарму. То, что произошло дальше, боем назвать было нельзя. «Костылей» атаковали сзади, и с первой атаки два из них загорелись и стали падать. Перкалевая обшивка фюзеляжей и крыльев «костылей» моментально сгорела, и на землю упали только «скелеты» от бывших легких бомбардировщиков. Остальные десять «костылей».бросились врассыпную и, пользуясь своей малой скоростью и отличной маневренностью, уходили от огня истребителей и оказывались в довольно густой легкой кучевой облачности. Оттуда и сбрасывали бомбы в божий свет как в копеечку. Время прикрытия истекло, и мы получили разрешение идти на аэродром. Днестр остался позади".

## Модификации
- Hs 126V1 — первый прототип. Осенью 1936 года переоборудован из Hs 122B-0. Двигатель водяного охлаждения Jumo.210С с трёхлопастным винтом и без фонаря кабины.
- Hs 126V2 — второй прототип, двигатель BMW Bramo Fafnir 323 A-1 (830 л.с.) с турбокомпрессором и трёхлопастным винтом VDM, увеличенным килем. 1 экземпляр.
- Hs-126А-0 — предсерийная партия, двигатель Bramo 323, два 7,92-мм пулемёта (синхронный MG 17 и турельный MG 15). Бомбовая нагрузка до 150 кг (10 10-кг бомб в фюзеляжном отсеке вместо аэрофотоаппарата и 1 50-кг бомба на внешней подвеске. 10 (по другим данным 18) самолётов.
- Hs-126А-1 — двигатель BMW 132Dc (880 л. с).
- Hs-126В-1 — двигатель Bramo 323А-1 (850 л. с.) или Bramo 323А-2 либо Q-2 (900 л. с). Вооружение соответствуют Hs-126А. Установлена более современная УКВ-радиостанция FuG 17.
- Hs-126К-6 и Hs-126К-7 — экспортные модификации для Греции и Эстонии.

## Серийный выпуск
Серийное производство Hs 126 велось с марта 1938 года по май 1941 года, хотя в 1941 году было поставлено всего 5 самолетов. Испания получила пять из восьми самолетов, использовавшихся Легионом Кондор.
| Модификация             | HFW | AGO | Всего | Примечания                                        |
| ----------------------- | --- | --- | ----- | ------------------------------------------------- |
| Предсерийные (V-Muster) | 3   |     | 3     | W.-Nr. 867–869                                    |
| A                       | 83  | 50  | 133   | HFW: W.-Nr. 3001–3083, Ago: 2970–2999 и 4001–4020 |
| B                       | 391 | 380 | 771   | HFW W.-Nr. с 3084, Ago с 4021                     |
| Для Греции              | 16  |     |       | W.-Nr. 3901–3916                                  |
| Для Эстонии             | 12  |     |       | W.-Nr. 3917–3928, но поставлено лишь 6            |
| Итого                   | 505 | 430 | 935   |                                                   |

## Технические характеристики (Hs 126 B-1)
Технические характеристики
- Экипаж: 2
- Длина: 14,5 м
- Размах крыла: 10,80 м
- Высота: 3,70 м
- Площадь крыла: 31,6 м² (обоих крыльев)
- Масса пустого: 2035 кг
- Максимальная взлётная масса: 3275 кг
- Масса топлива во внутренних баках: (650 л.)
- Силовая установка: 1 × радиальный 9-цилиндровый воздушного охлаждения Bramo 323
- Мощность двигателей: 1 × 850 л. с. (1 × 625)

Лётные характеристики
- Максимальная скорость: 310 км/ч (у земли)
- : 354 км/ч на высоте 3000 м.
- Крейсерская скорость: 270 км/ч (у земли)
- : 330 км/ч на высоте 4200 м.
- Посадочная скорость:
- Практическая дальность: 998 км
- Практический потолок: 8200 м
- Скороподъёмность: 550 м/мин

Вооружение
- Стрелково-пушечное: 1 7,92-мм пулемёт MG-17 у пилота и 1 7,92-мм пулемет MG-15 на турели у летнаба
- Бомбы: до 150 кг

## Эксплуатанты
Германия
- Легион «Кондор»: Aufklärungsstaffel 88
- Люфтваффе

 Франкистская Испания
- ВВС Испании

 Эстония
- ВВС Эстонии: 5 из 12 планировавшихся согласно контракту самолётов; 2-я авиадивизия, затем эскадрилья 22-го стрелкового корпуса, уничтожены при отступлении. Ещё 2 Hs 126 в 1944 году были переданы 1./127 Seeaufklärungsstaffel.

 Греция
- Королевские ВВС Греции: 16 машин получены в декабре 1939 года, входили в состав отдельных эскадрилий 3/1 и 3/2, позже в 3-ю разведывательную.

 Болгария
- Царские ВВС Болгарии: (?)

 Хорватия
- ВВС НДХ

 Австралия
- Королевские военно-воздушные силы Австралии: 450-я эскадрилья (трофейный)